# Google Play Pass
Google Play
Pass là một dịch vụ đăng ký ứng dụng của Google dành cho các thiết bị Android. Nó được ra mắt vào ngày 23 tháng 9 năm 2019 tại Hoa Kỳ. Vào tháng 7 năm 2020, dịch vụ đã ra mắt theo kế hoạch ở các nước phương Tây khác, bao gồm Đức, Úc và Canada. Người đăng ký có thể truy cập các ứng dụng và trò chơi sẵn có mà không có quảng cáo và mua hàng trong ứng dụng đối với thuê bao hàng tháng hoặc hàng năm. Có hơn 460 đầu sách được tuyển chọn có sẵn trong dịch vụ, từ giải đố đến podcast. Vào tháng 3 năm 2022, Google Play Pass ra mắt tại Ấn Độ.

Tính đến ngày 17 tháng 7 năm 2022, nó hiện có sẵn ở 93 quốc gia và vùng lãnh thổ.

Phạm vi hoạt động trên toàn cầu của Google Play Pass

## Tính năng
Google Play Pass cung cấp cho người dùng quyền truy cập vào danh mục được tuyển chọn gồm nhiều ứng dụng và trò chơi được lấy trực tiếp từ Cửa hàng Google Play mà không có bất kỳ quảng cáo nào hoặc không cần mua thêm trong ứng dụng. Play Pass có thể được chia sẻ với tối đa năm thành viên khác trong gia đình.
Các nhà phát triển ứng dụng muốn cung cấp ứng dụng như một phần của gói thuê bao có thể đăng ký để được xem xét đưa vào dịch vụ, theo Google "sẽ nhận được tiền bản quyền dựa trên các phương pháp thuật toán kết hợp các tín hiệu nắm bắt cách người dùng đánh giá tất cả các loại nội dung".